# 汤元健一
汤元健一（1984年12月4日—）是一名日本男子摔跤运动员。他在2008年北京夏季奥林匹克运动会中，参加了男子自由式60公斤比赛并获得银牌。他的弟弟湯元进一同样也是一名摔跤运动员。